# Balalaica

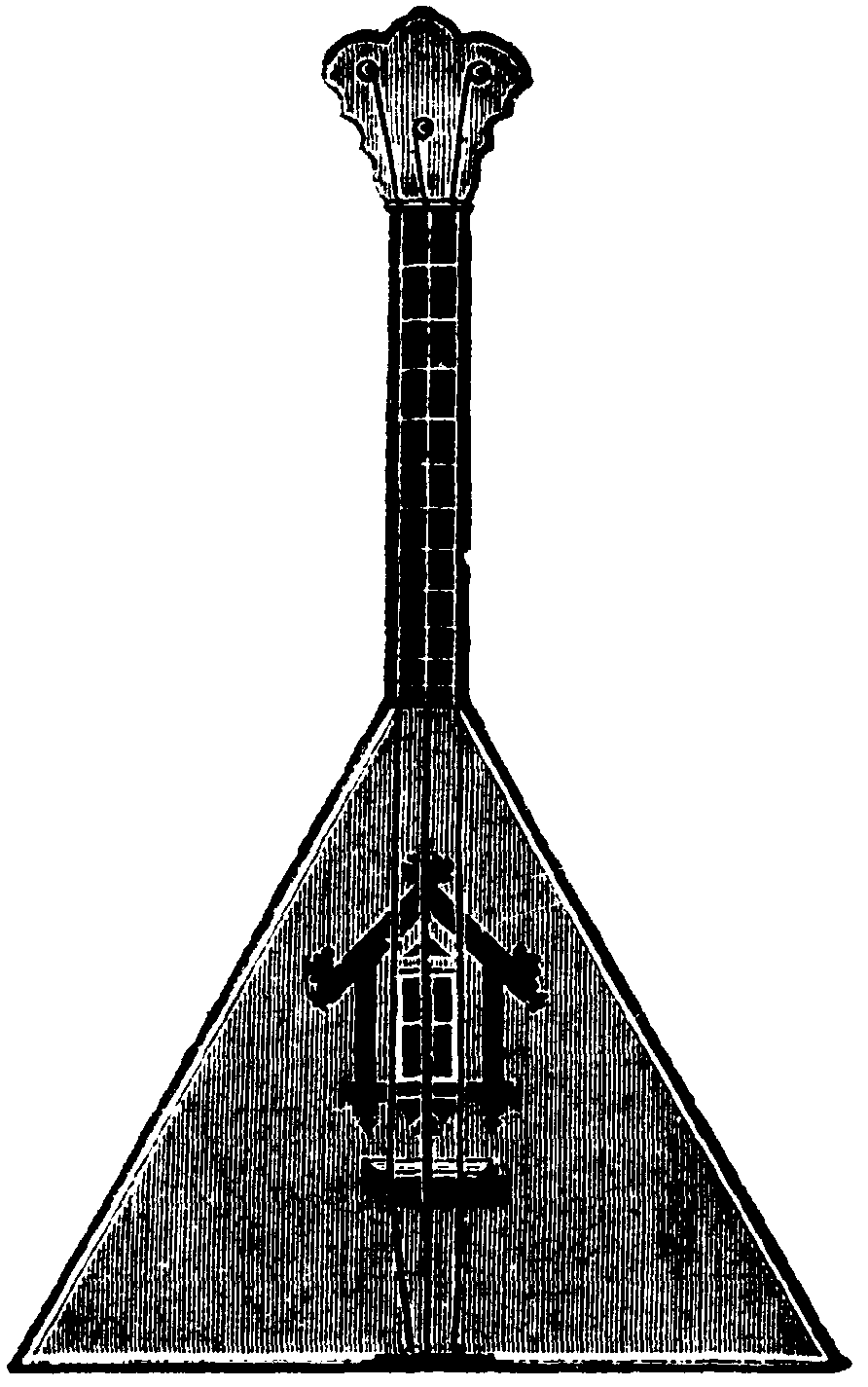
Una balalaica

La balalaica (en rus: балала́йка) és un instrument de corda pinçada originari de Rússia. Pertany a la família del llaüt i es caracteritza pel seu cos triangular, quasi pla, amb una petita boca de ressonància prop del vèrtex superior de la tapa, un coll llarg i estret, i tres cordes (sis en alguna variant) de metall o tripa.
Es construeix en diverses mides. En les de to més agut es polsen les cordes amb els dits, en les de to més greu amb un plectre i en les de tessitura intermèdia, indistintament d'una manera o de l'altra.
En la classificació de Hornbostel-Sachs pertany al grup: 321.321 dels llaüts amb caixa en forma de bol i de triangle.

## Tipus de balalaiques
Es fabriquen balalaiques en set mides, des del més alt dels tons fins al més baix (des del menut piccolo fins al contrabaix). Dues de les cordes de la balalaica s'afinen a l'uníson i la tercera a una distància de quarta. Les tapes estan fetes de fusta d'avet o pi.
A més se'n fabriquen amb sis cordes primes (amb tres sèries de cursos de doble), que són comunes i populars, sobretot a Ucraïna.

### Mides
- Piccolo
- Prima
- Secunda
- Alto
- Tenor (rara)
- Baix
- Contrabaix

## Nota
1. ↑   «Russian balalaika has tone like violin». Popular Mechanics. Hearst Magazines, 6-1911, pàg. 869–. ISSN: 00324558 [Consulta: 5 març 2011].